# Renaissance Technologies
Renaissance Technologies LLC (также известный как RenTec или RenTech) — американский хедж-фонд, базирующийся в Ист-Сетоке, штат Нью-Йорк, на Лонг-Айленде. Компания специализируется на биржевой торговле с использованием количественных моделей, полученных на основе математического и статистического анализа. Фонд славится лучшими показателями в истории инвестирования. Был основан в 1978 году Джеймсом Саймонсом, известным математиком, занимавшимся дешифровкой советских кодов во время холодной войны.
В 1988 году фирма создала свой самый прибыльный фонд — Medallion, — на основе расширенной формы математических моделей Леонарда Баума, улучшенной алгебраистом Джеймсом Аксом. Хедж-фонд был назван Медальоном в честь математических наград, полученных Саймонсом и Аксом.
Medallion славится лучшей историей доходности на Уолл-стрит, демонстрируя рентабельность более 66 % годовых (до выплаты налогов) или 39 % после уплаты налогов и сборов в течение 30-летнего периода с 1988 по 2018 год. Однако Medallion открыт лишь для собственных сотрудников; для внешних инвесторов Renaissance предлагает два портфеля — Institutional Equities Fund (RIEF) и Renaissance Institutional Diversified Alpha (RIDA).
Саймонс руководил «Ренессансом» до своей отставки в конце 2009 года, к этому моменту его состояние составляло 11 млрд долл (через 10 лет - удвоилось). В настоящее время компанией управляет Питер Браун (после ухода Роберта Мерсера в отставку), оба они были специалистами в области компьютерных технологий специализирующимися на компьютерной лингвистике, и присоединились к Renaissance в 1993 году из IBM Research. До своей смерти в 2024 году Саймонс продолжал играть роль в фирме в качестве неисполнительного председателя и по-прежнему вкладывает средства в её фонды, особенно в скрытную и неизменно прибыльную стратегию «черного ящика» Medalion. Благодаря успеху «Ренессанса» в целом и «Медальона» в частности, Саймонса называют лучшим управляющим деньгами в мире.

## Академия и исследования
Джеймс Саймонс основал компанию Renaissance Technologies после десятилетнего пребывания на посту заведующего кафедрой математики в Университете Стони-Брук. В 1976 году Саймонс стал лауреатом премии Освальда Веблена Американского математического общества. В научном сообществе он известен как один из разработчиков теории Черна-Саймонса, которая используется в современной теоретической физике.

## Количественная торговля
Компания использует количественный трейдинг, когда сотрудники используют данные из хранилища данных петабайтного объема для оценки статистической вероятности направления движения цен на ценные бумаги на том или ином рынке. Сотрудники объясняют это обширностью данных о событиях, относящихся к финансовым и экономическим явлениям, которые учитывает Renaissance, а также способностью компании манипулировать большими объемами данных за счет использования масштабируемых технологических архитектур для вычислений и исполнения.
Хедж-фонд Renaissance Technologies использует математические модели для анализа и совершения сделок, многие из которых автоматизированы. Компания использует компьютерные модели для прогнозирования изменений цен на легко торгуемые финансовые инструменты. Эти модели основаны на анализе максимального количества данных, которые можно собрать, а затем на поиске неслучайных движений для составления прогнозов. Некоторые также приписывают успех компании использованию методов обработки финансовых сигналов, таких как распознавание образов. В книге "Кванты" рассказывается о найме экспертов по распознаванию речи, многие из которых были выходцами из IBM, включая нынешних руководителей компании.